# Копфинг-им-Иннкрайс
Копфинг-им-Иннкрайс (нем. Kopfing im Innkreis) — окружной центр в Австрии, в федеральной земле Верхняя Австрия.
Входит в состав округа Шердинг. Население составляет 2033 человека (на 31 декабря 2005 года). Занимает площадь 33,34 км². Официальный код — 41411.

## Политическая ситуация
Бургомистр коммуны — Отто Штрасль (FKW) по результатам выборов 2003 года.
Совет представителей коммуны (нем. Gemeinderat) состоит из 25 мест.
- АНП занимает 11 мест.
- СДПА занимает 5 мест.
- АПС занимает 5 мест.
- Партия FKW занимает 4 места.